# John Randolph (actor)
John Randolph   (Nova York, 1 de juny de 1915 - Hollywood, 24 de febrer de 2004) fou un actor estatunidenc de cinema, teatre i televisió.

## Biografia

### Inicis
Fill de pares immigrants jueus d'origen rus i romanès, va néixer a la ciutat de Nova York amb el nom d'Emanuel Hirsch Cohen Randolph. La seva mare, Dorothy Shorr, treballava com a agent d'assegurances, i el seu pare, Louis Cohen, feia barrets. Als anys 30 passava els estius al Pine Brook Country Club de Nichols, Connecticut, que també era la residència estiuenca de la companyia teatral Group Theatre. El seu debut com a actor teatral va succeir en el circuit de Broadway el 1938 actuant en Coriolano. Randolph va servir en les Forces Aèries de l'Exèrcit dels Estats Units durant la Segona Guerra Mundial, debutant després de la guerra al cinema amb un petit paper a The Naked City (1948).
L'any 1948, ell i la seva esposa Sarah Cunningham foren inclosos en la llista negra de Hollywood. El 1955 tots dos van ser cridats a declarar davant el Comitè d'Activitats Antiestatunidenques per a atestar sobre la infiltració comunista en la indústria estatunidenca de l'entreteniment. Van refusar respondre a les preguntes emparant-se en la Cinquena Esmena a la Constitució dels Estats Units, a fi de no declarar contra ells mateixos.
John i Sarah Randolph van ser molt actius amb el SAG-AFTRA i l'Actor's Equity. En diverses ocasions foren elegits membres de les directives dels sindicats i vicepresidents.

### Carrera
Randolph fou un dels últims actors inclosos a la llista negra en incorporar-se de nou al cinema. La seva activitat es va tornar a activar quan el director John Frankenheimer el va triar per a dur a terme un dels principals papers de Seconds (1966).
Anteriorment, Randolph va actuar a Nova York en les representacions originals de les obres teatrals The Sound of Music, Paint Your Wagon i La visita de l'anciana dama. L'any 1987 va ser rebre un Premi Tony al millor actor de repartiment en una obra de teatre per la seu treball en l'obra de Neil Simon Broadway Bound. El seu darrer projecte a Broadway va arribar el 1991 amb Prelude to a Kiss.
Randolph va actuar en papers de repartiment a nombroses produccions cinematogràfiques i televisives, sent el sogre de Donna Pescow a la sèrie televisiva Angie.
Als anys 70 va actuar com a Cornelius "Júnior" Harrison a The Bob Newhart Xou. El 1974 va representar a un coronel de la Força Aèria a l'episodi de Columbo "Swan Song". A l'any següent va interpretar el General Philip Blankenship a l'episodi pilot de Dona Meravella, encara que més endavant va ser reemplaçat per l'actor Richard Eastham. Va tenir un paper sense crèdit com la veu del Fiscal general dels Estats Units John N. Mitchell a la pel·lícula Tots els homes del president. També va interpretar al jutge Julius Waties Waring a With All Deliberate Speed, un episodi de la minisèrie de CBS emesa a The American Parade. El 1979 va actuar com a convidat al costat d'Ed Begley Jr. a la sèrie MASH.
Randolph també va actuar en el telefilm The Gathering, una producció amb temàtica nadalenca en la qual l'acompanyaven els actors Edward Asner i Maureen Stapleton. La producció va ser guardonada un Premi Emmy.
El 1982 va actuar en un episodi de la primera temporada de la sèrie Family Ties, representant a Jake Keaton. També va ser l'estrella convidada en el telefilm emès en 1986 per ABC The Right of the People, fent el paper de Cap de Policia Hollander. A banda, el 1990 va ser coprotagonista de la comèdia de la NBC Grand.
En l'episodi "The Hàndicap Espot", pertanyent a la quarta temporada de la sitcom Seinfeld, va representar a Frank Costanza, pare de George Costanza. Posteriorment, va ser reemplaçat per Jerry Stiller, i el 1995 les escenes rodades per Randolph van ser reeditades amb Stiller.
Juntament amb Alec Guinness, Leo McKern, Jeanne Moreau i Lauren Bacall, va participar en la producció de la BBC A Foreign Field (1993). També fou el Cap Sidney Green en Serpico (1973), pel·lícula dirigida per Sidney Lumet. Va actuar com el pare de Charlie Partana (interpretat per Jack Nicholson) en L'honor dels Prizzi, i va ser Clark W. Griswold, Sr. en National Lampoon's Christmas Vacation (amb Chevy Chase). Un dels seus darrers papers cinematogràfics fou com l'avi de Joe Fox en You'veu Got Mail (1998).
John Randolph va morir el 24 de febrer de 2004 a Hollywood, Califòrnia, als 88 anys.

## Selecció de la seva filmografia
- 1948: The Naked City
- 1951: Fourteen Hours
- 1964: Hamlet
- 1966: Seconds
- 1967: Sweet Love, Bitter
- 1967: The Borgia Stick
- 1968: Pretty Poison
- 1969: Smith!
- 1969: Number One
- 1969: Gaily, Gaily
- 1970: El dia dels tramposos
- 1971: Little Murders
- 1971: Escape from the Planet of the Apes
- 1971: A Death of Innocence
- 1972: Conquest of the Planet of the Apes
- 1973: Serpico
- 1974: Terratrèmol
- 1975: Everybody Rides the Carousel
- 1976: Tots els homes del president
- 1976: King Kong
- 1977: The Gathering
- 1978: El cel pot esperar
- 1981: Lovely But Deadly
- 1981: The Adventures of Nellie Bly
- 1982: Frances
- 1985: L'honor dels Prizzi
- 1985: Means and Ends
- 1988: The Wizard of Loneliness
- 1989: National Lampoon's Christmas Vacation
- 1990: Sibling Rivalry
- 1991: Iron Maze
- 1997: The Hotel Manor Inn
- 1997: Here Dies Another Day
- 1998: A Price Above Rubies
- 1998: Tens un e-mail
- 1999: The Dogwalker
- 2000: Sunset Strip
- 2003: Numb